# Rather Be
Rather Be – singel brytyjskiej grupy Clean Bandit z udziałem wokalistki Jess Glynne. To czwarty singel z debiutanckiego albumu zespołu pt. New Eyes. Został wydany 17 stycznia 2014 przez Warner Music.

## Notowania

### Świat
- Australia: 2 (ARIA)[1]
- Austria: 1
- Dania: 5
- Finlandia: 1
- Francja: 2
- Hiszpania: 5
- Holandia: 1
- Niemcy: 1 (Media Control Charts)[2]
- Norwegia: 1
- Nowa Zelandia: 2
- Polska: 1 (AirPlay według ZPAV)[3]
- Stany Zjednoczone Ameryki: 10 (Billboard Hot 100)[4]
- Szwecja: 1
- Wielka Brytania: 1 (UK Singles Charts)[5]
- Włochy: 2

### Media polskie
| Lista                         | Pozycja |
| ----------------------------- | ------- |
| POPLista RMF FM               | 1       |
| Lista Przebojów Radia Merkury | 10      |